# Домино ефекат
Домино ефекат или домино теорија је политички појам из времена Хладног рата који је први пут јавно користио амерички председник Двајт Ајзенхауер 1954. године.
Током Хладног рата западне земље су, а посебно САД, претпостављале наглу територијалну експанзију Совјетског Савеза и комунистичке идеологије. Домино теорија претпоставља да у случају пада једне земље у „комунистичке руке“, сви њени суседи потпадају под њен утицај и у кратком року такође постају комунистички. Као домине, све земље тог региона би постале комунистичке и комунизам би се неконтролисано ширио.
Ајзенхауер је као одговор таквој политици предвидио политику „врати назад“ (офанзивно проширење политике изолације Харија Трумана), која би при сваком паду једне земље у „комунистичке руке“ аутоматски изазвала реакцију западних земаља под вођством САД. Ајзенхауеров план није никад примењен у својој оригинално агресивној верзији.
Изумитељи и интелектуални заступници домино теорије били су министри иностраних послова у владама Трумана и Ајзенхауера, Дин Ачесон (енгл. Dean Acheson) и Џон Фостер Далс (енгл. John Foster Dulles).
Истим термином се користила америчка администрација и током Вијетнамског рата. Постојао је страх да ће падом Јужног Вијетнама и остале земље Индокине постати комунистичке.